# Manuela Derr
Manuela Derr (República Democrática Alemana, 17 de julio de 1971) es una atleta alemana retirada especializada en la prueba de 4x400 m, en la que ha conseguido ser campeona europea en 1990.

## Carrera deportiva
En el Campeonato Mundial Junior de 1990 celebrado en la ciudad búlgara de Plovdiv ganó el bronce en los 400 metros con un tiempo de 51.95 segundos, llegando a meta tras las nigerianas Fatima Yusuf y Charity Opara.
Ese mismo año, en el Campeonato Europeo de Atletismo de 1990 ganó la medalla de oro en los relevos 4x400 metros, con un tiempo de 3:21.02 segundos, llegando a meta por delante de la Unión Soviética y Reino Unido.